# Taman Shud-zaak
De Taman Shud-zaak, ook bekend als het Mysterie van de man uit Somerton is een onopgeloste zaak van een ongeïdentificeerde man, die op 1 december 1948, rond half zeven 's ochtends, dood werd aangetroffen op het strand bij Somerton in Adelaide, Zuid-Australië. De zaak is vernoemd naar de woorden taman shud, wat "afgelopen" betekent. Deze woorden stonden op het stukje van de laatste pagina van De Rubaiyat, dat werd aangetroffen in een verborgen broekzak van de man.
Het werd destijds beschouwd als een van de grootste mysteries van Australië en er zijn veel speculaties geweest over de identiteit van het slachtoffer, de gebeurtenissen voor zijn dood en de doodsoorzaak. Er is nog steeds veel interesse in de zaak, vanwege een aantal factoren: de man is overleden tijdens de Koude Oorlog, het feit dat er een soort geheime code werd gevonden in zijn broekzak en het ontbreken van een identiteit van de man.

## Slachtoffer
Het lichaam van het slachtoffer werd op 1 december 1948 om half zeven 's ochtends aangetroffen op het strand van Somerton in Adelaide, Zuid-Australië en de politie werd ingeschakeld. Toen ze aankwamen, lag het lichaam met het hoofd op de zeewering en met de voeten gekruist en richting de zee. Zijn linkerarm lag recht langs zijn lichaam, terwijl zijn rechterarm dubbel was gebogen. Er stak een onaangestoken sigaret achter zijn oor en op de rechterboord van zijn jas lag een half-gerookte sigaret, die in positie werd gehouden door zijn wang. Er werden geen verwondingen aan het lichaam aangetroffen. In zijn zakken werden een gebruikt buskaartje van de stad naar St. Leonards in Glenelg, een ongebruikt tweede-klas treinkaartje van de stad naar Henley Beach, een smalle Amerikaanse aluminium kam, een half-leeg pakje Juicy Fruit-kauwgom, een Army Club-pakje sigaretten waar sigaretten van het merk Kensitas in zaten en een voor een kwart gevuld doosje Bryant & May-lucifers. De bushalte waar het kaartje voor was gebruikt, lag ongeveer 1100 meter ten noorden van de plek waar het lichaam werd gevonden.
Ooggetuigen legden verklaringen af waarin ze zeiden dat ze in de avond van 30 november een individu dat leek op de dode man hadden zien liggen op dezelfde plek waar het lichaam later werd gevonden, met zijn gezicht naar beneden. Een koppel dat hem rond 19:00 had gezien, gaf aan dat ze hem zijn rechterarm had zien uitstrekken. Een ander koppel dat hem van 19:30 tot 20:00 had gezien, verklaarde dat de twee hem gedurende dat half uur niet hadden zien bewegen, ook al hadden ze wel het idee dat zijn positie was veranderd. Hoewel ze er samen over hadden gesproken dat de man misschien dood was, omdat hij niet op de muggen reageerde, kwamen ze tot de conclusie dat het logischer was dat hij dronken of in slaap gevallen was. Ze hebben het lichaam daarom niet onderzocht. Andere getuigen verklaarden dat het lichaam in dezelfde positie lag als waarin het door de politie werd aangetroffen.
Volgens de patholoog, Sir John Burton Cleland, emeritus professor van de Universiteit van Adelaide, was de man van "Brits-achtige" afkomst en tussen de 40 en 45 jaar oud. Hij was in fysieke topconditie. Hij was 1 meter en 80 centimeter lang, had lichtbruine ogen en blond tot rood-kleurig haar, met een beetje grijs haar bij zijn slapen. Hij had brede schouders en een smalle taille. Zijn handen en nagels droegen geen tekenen van zwaar fysiek werk en zijn grote en kleine tenen waren gekromd, alsof hij vaak dansschoenen of laarzen met een punt had gedragen. Hij had hoge kuitspieren, net als balletdansers. Deze eigenschappen kunnen genetisch dominant zijn en zijn ook karakteristiek voor middel- tot lange-afstandsrenners. Hij droeg op de dag van zijn dood "kwaliteitskleren": een wit overhemd, rood met blauwe stropdas, bruine broek, sokken en schoenen en, ook al was het een hete dag en warme avond geweest, een bruine gebreide trui en een modieuze Europese grijs met bruine jas met dubbele voering. Alle labels van zijn kleren ontbraken en hij had geen hoed (ongebruikelijk voor 1948 en al helemaal voor iemand in pak) of portemonnee. De man was gladgeschoren en had geen opvallende kenmerken. Omdat hij geen legitimatie droeg, dacht de politie in eerste instantie dat de man zelfmoord had gepleegd. Zijn gebit kwam met geen enkele bestaande afdruk uit Australische bestanden overeen.

## Autopsie
Er werd een autopsie op het lichaam uitgevoerd en op basis daarvan schatte de patholoog het tijdstip van overlijden rond 2:00 's nachts op 1 december.
"Het hart was van normale grootte en was normaal [...] kleine aderen in de hersenen die normaal gesproken niet duidelijk kunnen worden gezien, konden gemakkelijk waargenomen worden en waren verstopt. Er was een verstopping in de farynx en de slokdarm was bedekt met verbleekte oppervlaktelagen van het slijmvlies, met een zweer in het midden. De maag was ernstig verstopt [...] Er was een verstopping in de tweede helft van de twaalfvingerige darm. In de maag zat bloed, gemengd met voedsel. Beide nieren waren verstopt en er zat een groot overschot aan bloed in de aderen van de lever. [...] De milt was opvallend groot [...] ongeveer drie keer zo groot als normaal [...] het middelste van de leverkwabben was vernietigd, zo bleek onder de microscoop. [...] acute maagbloeding, ernstige verstopping van lever, milt en hersenen."
Uit de autopsie bleek dat het laatste wat de man gegeten had, een Cornish pasty was, drie tot vier uur voor zijn dood, maar er werden geen lichaamsvreemde stoffen aangetroffen. De patholoog Dr. Dwyer concludeerde: "Ik ben er vrijwel zeker van overtuigd dat de dood niet natuurlijk is [...] het vergif dat ik vermoed, was een barbituraat of een oplosbaar slaapmiddel". Hoewel vergiftiging als meest waarschijnlijke doodsoorzaak werd aangenomen, ging men er niet van uit dat het vergif in de pasty zat. Behalve dat kon de lijkschouwer geen conclusies trekken over de identiteit van de man, zijn doodsoorzaak of over of de man die levend gezien was op het strand van Somerton in de avond van 30 november, dezelfde man was, aangezien niemand toen zijn gezicht had gezien. Scotland Yard werd ingeroepen om bij de zaak te helpen, maar er werden geen nieuwe bevindingen gedaan. Ook het verspreiden van een foto van de man en details over zijn vingerafdrukken leidden niet tot identificatie.
Aangezien het lichaam niet kon worden geïdentificeerd, werd het op 10 december 1948 gebalsemd. De politie zei dat dit de eerste keer was dat een dergelijke actie nodig was.

## Reacties in de media

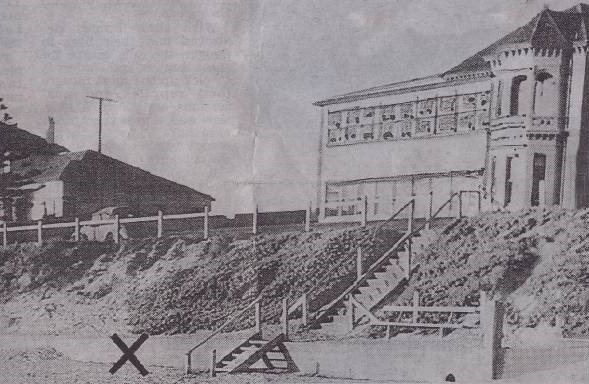
Locatie op het strand van Somerton waar het lichaam werd gevonden, aangeduid met een X.

De twee dagelijkse kranten in Adelaide, The Advertiser en The News gingen op verschillende manieren om met de berichtgeving over de dood. The Advertiser, in die tijd een broadsheet-ochtendkrant, noemde de zaak voor het eerst in een klein artikel op de derde pagina van de editie van 2 december 1948. In het artikeltje met de titel "Lichaam gevonden op strand" was te lezen:
"Een lichaam, vermoedelijk dat van E.C. Johnson, ongeveer 45 jaar oud, van Arthur Street, Payneham, is gisterochtend gevonden op het strand van Somerton, tegenover het Crippled Children's Home. De ontdekking werd gedaan door Mr J. Lyons, van Whyte Rd, Somerton. Rechercheur H. Strangway en agent J. Moss zijn bezig met een onderzoek."
The News, een middagkrant op tabloidformaat, plaatste het verhaal op de eerste pagina en gaf meer details over de dode man.

## Identificatie

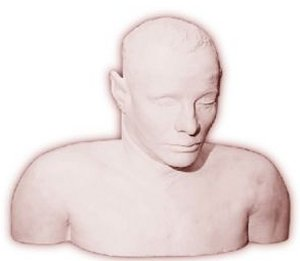
Gipsafgietsel van het lijk van de man, gemaakt door de politie in 1949.

Op 3 december 1948 liep E.C. Johnson een politiebureau binnen om zich te legitimeren en te laten zien dat hij nog in leven was. Op diezelfde dag, plaatste The News een foto van de dode man op de voorpagina, wat leidde tot extra telefoontjes en tips over de mogelijke identiteit van de man. Op 4 december maakte de politie bekend dat de vingerafdrukken niet bekend waren bij de politie van Zuid-Australië, waardoor er verder gezocht moest worden. De dag erna, schreef The Advertiser dat de politie ook begonnen was te zoeken in militaire bestanden, nadat een man had gezegd dat hij had gedronken met iemand die leek op de dode man in een hotel in Glenelg op 13 november. De mysterieuze man had toen een militaire pensioenskaart met de naam "Solomonson" laten zien.
Er werd een aantal mogelijke identiteiten van het lichaam aangedragen, waaronder één in het begin van januari 1949, toen twee mensen het lichaam identificeerden als dat van 63-jarige gepensioneerde houthakker Robert Walsh. Een derde persoon, James Mack, had het lichaam ook bekeken. Hij kon het in eerste instantie niet identificeren, maar nam een uur later contact op met de politie om te zeggen dat het Robert Walsh was. Mack weet zijn moeite met het identificeren van de man later aan het verschil in haarkleur. Walsh had Adelaide een aantal maanden eerder verlaten om schapen te kopen in Queensland maar was niet teruggekeerd voor Kerst, zoals gepland. De politie was sceptisch, aangezien Walsh te oud was om de dode man te zijn. Het lichaam was echter wel overeenkomstig met dat van een houthakker, hoewel de staat waarin zijn handen verkeerde, aangaf dat de man in ieder geval de afgelopen 18 maanden geen hout had gehakt. Een van de eerste twee mensen die het lichaam had geïdentificeerd als Walsh trok haar verklaring in na het lichaam een tweede keer te hebben bekeken. Ze gaf hierbij aan dat de dode man een bepaald litteken niet had en dat de grootte van de benen van de man niet klopten, waardoor ze tot de conclusie was gekomen dat het Walsh niet was.
Tegen het begin van februari 1949 waren er acht verschillende identificaties voor het lichaam aangedragen, waaronder één door twee mannen uit Darwin die dachten dat het het lichaam van een vriend was en anderen die dachten dat het een vermiste stalknecht, een bemanningslid van een stoomschip, of een Zweedse man was. Rechercheurs uit Victoria dachten dat de man uit de staat Victoria kwam, vanwege de gelijkenis met wasmerken die gebruikt werden door verschillende stomerijen in Melbourne. Nadat de foto van de man in Victoria was verspreid, gaven 28 mensen aan de identiteit van de man te kennen. Alle verklaringen werden door de rechercheurs afgedaan als onjuist, aangezien uit "andere onderzoeken" was gebleken dat het onwaarschijnlijk was dat de man uit Victoria kwam.
In november 1953 kondigde de politie aan dat ze onlangs de 251ste "oplossing" voor het mysterie rond de identiteit van de man hadden gekregen. De kleding die de man aanhad, bleef echter de "enige aanwijzing van enige waarde".

## Bruine koffer

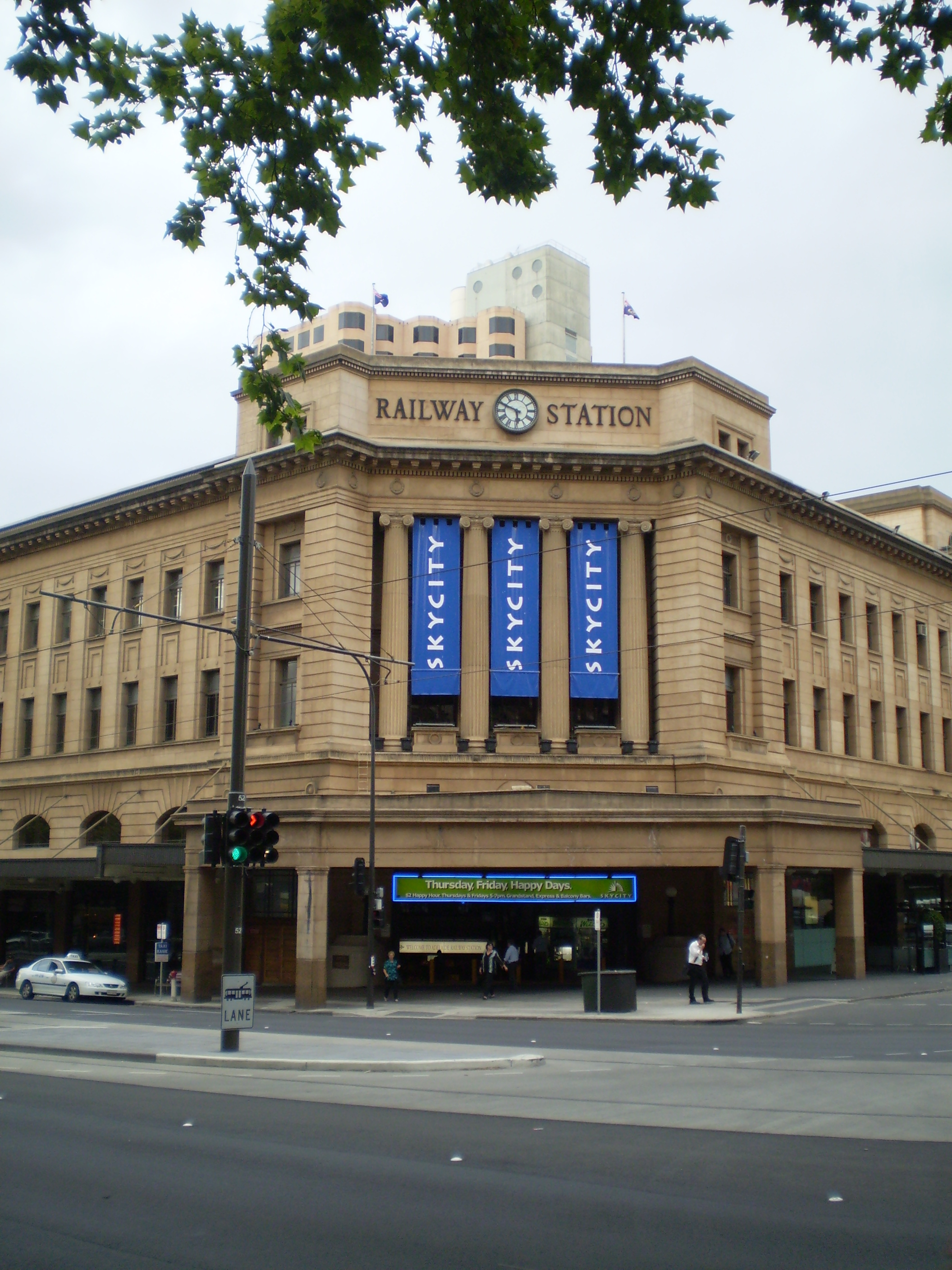
Treinstation in Adelaide, waar een bruine koffer, vermoedelijk van de dode man, werd gevonden.

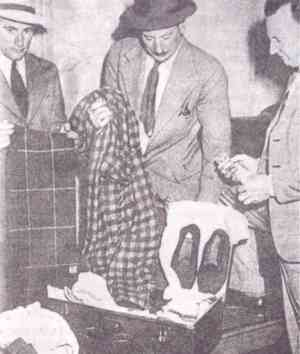
Koffer en inhoud, gevonden op het treinstation in Adelaide. Van links naar rechts staan rechercheurs Dave Bartlett, Lionel Leane en Len Brown

Een nieuwe wending in de zaak vond plaats op 14 januari 1949, toen personeel van het treinstation in Adelaide een bruine koffer ontdekte, waar het label van was verwijderd. De koffer was ingecheckt in de garderobe van het station op 30 november 1948 na 11:00 's ochtends. In de koffer zaten een rode geruite kamerjas, een paar rode vilten sloffen van maat 40, vier paar onderbroeken, een pyjama, scheerspullen, een lichtbruine broek met zand in de opgerolde broekspijpen, een schroevendraaier van een elektricien, een tafelmes dat tot een scherp instrument was geslepen, een schaar met geslepen punten en een stencilborstel, zoals werd gebruikt door de derde officieren van handelsschepen om vracht te sjabloneren.
Daarnaast zat er in de koffer een klos van oranje wassen draden van Barbour, "een ongebruikelijk type", niet beschikbaar in Australië—het was hetzelfde als dat was gebruikt om de voering van een zak van de broek die de dode man aanhad te maken. Alle persoonskenmerken waren van de kleren afgehaald, maar de politie vond de naam "T. Keane" op een stropdas, "Keane" op een waszak en "Kean" (zonder de laatste e) op een singlet, naast drie stomerij-kenmerken; 1171/7, 4393/7 en 3053/7. De politie vermoedde echter dat degene die de kaartjes uit de kleren had gehaald, expres de kaartjes met Keane erin had laten zitten, wetende dat Keane niet de identiteit van de dode man was. Sindsdien is opgemerkt dat de kaartjes met "Kean(e)" niet konden worden verwijderd zonder de kleding te beschadigen.
Aanvankelijk werd vermoed dat de kleren van een lokale zeeman, genaamd Tom Keane, waren. Aangezien Keane niet kon worden gevonden, kwam een aantal scheepsmaten het lichaam bekijken in het mortuarium. Zij verklaarden unaniem dat het lichaam niet van Keane was, noch dat de kleren van de vermiste zeeman waren. Uit een zoektocht bleek dat er geen andere T. Keane vermist was in een Engelstalig land en dat een nationale verspreiding van de stomerij-kenmerken ook niks opleverde. Het enige wat uit de koffer kon worden geconcludeerd, was dat de jas in de koffer een voorspie en kettingsteken had en dat het daarom alleen in de Verenigde Staten kon zijn gemaakt, aangezien dat het enige land was waar machines bestonden voor dit typen steken. Hoewel dit in massaproductie werd gemaakt, werd het op maat gemaakt voor de eigenaar voor het wordt afgemaakt. De jas was niet geïmporteerd, wat aangaf dat de man in de Verenigde Staten was geweest of de jas had overgekocht van iemand die ongeveer even groot was die naar de VS was geweest.
De politie onderzocht de bestanden van de aankomende treinen en ontdekte dat de man waarschijnlijk met een nachttrein was aangekomen uit ofwel Melbourne, ofwel Sydney, ofwel Port Augusta. Er wordt aangenomen dat hij daarna heeft gedoucht en zich heeft geschoren in een aangrenzend badhuis en daarna zijn koffer heeft ingecheckt in de garderobe van het station, voordat hij met de bus naar Glenelg ging. Derek Abbott, die de zaak heeft onderzocht, gelooft dat de man mogelijk een treinkaartje heeft gekocht voor hij ging douchen. De publieke voorzieningen van het station zelf waren die dag gesloten. De man zou hierdoor 30 minuten langer dan verwacht nodig hebben gehad, omdat hij dit niet van tevoren wist en naar het aangrenzende badhuis City Baths moest. Dit zou verklaren waarom hij de trein naar Henley Beach heeft gemist en in plaats daarvan de eerstvolgende bus heeft genomen.

## Lijkschouwing
De lijkschouwing werd uitgevoerd door Thomas Erskine Cleland en begon een paar dagen nadat het lijk werd gevonden, maar werd later uitgesteld tot 17 juni 1949. De patholoog John Burton Cleland onderzocht het lichaam opnieuw en vond een aantal nieuwe aanwijzingen. Zo viel het Cleland op dat de schoenen van de man bijzonder schoon waren en recentelijk leken te zijn gepoetst. Men zou verwachten dat de schoenen niet in zo'n goede conditie zouden verkeren als de man de hele dag door Glenelg zou hebben gewandeld. Dit zou volgens de patholoog bewijs kunnen zijn dat het lichaam na de dood van de man op het strand van Somerton zou zijn geplaatst. Deze theorie wordt bevestigd door het ontbreken van sporen van overgeven en stuiptrekkingen, de twee voornaamste effecten van vergif.
Thomas Cleland vermoedde dat, aangezien geen enkele ooggetuige de man met zekerheid kon identificeren als degene die ze de avond ervoor hadden gezien, er een kans was dat de man ergens anders was overleden en op het strand was gedumpt. Hij benadrukte dat dit pure speculatie was, aangezien alle getuigen geloofden dat het "zeker weten dezelfde persoon", omdat het lichaam op dezelfde plek en in dezelfde opvallende houding lag. Ook Thomas Cleland kon geen aanwijzingen voor de identiteit van de man vinden.
Cedric Stanton Hicks, professor fysiologie en farmacologie aan de universiteit van Adelaide verklaarde dat er bepaalde middelen bestaan, die extreem giftig zijn in een relatief kleine dosis die via de mond moet worden toegediend. Dit soort vergif is zeer lastig of zelfs onmogelijk terug te vinden en te identificeren, zelfs als men ervan uitgaat dat het het gebruikte middel is. Hij gaf de lijkschouwer een stuk papier met de namen van twee types vergif, dat werd toegevoegd aan het bestand als Bewijsstuk C.18. Pas in de jaren 80 werden de namen van de giftige middelen vrijgegeven, aangezien ze toentertijd "behoorlijk makkelijk te vinden waren voor de gemiddelde man" bij een apotheek, zonder een reden voor aankoop op te geven. Het enige dat niet duidelijk was, was of de man heeft overgegeven, aangezien er geen bewijs voor werd aangetroffen. Zonder deze zekerheid kon Hicks geen "definitieve conclusie" trekken. Als de dood zeven uur nadat de man voor het laatst had bewogen was ingetreden, zou dit erop kunnen wijzen dat hij een enorme dosis toegediend had gekregen, die nog steeds niet terug te vinden zou zijn. Getuigen hadden de man voor het laatst om 19:00 zien bewegen; dat zou zijn laatste stuiptrekking kunnen zijn geweest.
Vroeg in het onderzoek stelde Cleland het volgende: "Ik ben bereid te bevestigen dat hij is overleden aan een vergif en ook dat het waarschijnlijk een glucoside was, zelfs dat het niet per ongeluk was ingenomen; maar ik kan niet zeggen of het door de overledene zelf is ingenomen of door iemand is toegediend." Ondanks deze bevindingen kon hij de doodsoorzaak van de man niet vaststellen.
De zaak werd een "ongeëvenaard mysterie" genoemd, aangezien de identiteit en doodsoorzaak van de man niet konden worden vastgesteld en er aangenomen werd dat de doodsoorzaak waarschijnlijk ook nooit zal worden achterhaald. Een tijdschrift noemde de zaak "een van de diepste mysteries van Australië" en schreef daarbij dat als hij was overleden aan een zeer zeldzaam en obscuur soort vergif dat niet kan worden geïdentificeerd door toxicologen, dat degene die het vergif had toegediend een zeer grote kennis van giftige stoffen had en dat het daarom niet kan gaan om een geval van een simpele vergiftiging.

## DeRubaiyatvan Omar Khayyam

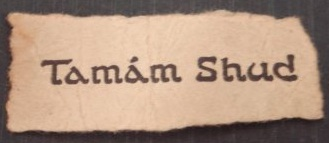
Het stuk papier, met opvallend lettertype, dat werd gevonden in de broekzak van de dode man en afkomstig is uit een zeldzame Nieuw-Zeelandse editie van De Rubaiyat van Omar Khayyam

Rond de tijd van de lijkschouwing, werd een klein stukje opgerold papier met de woorden "Tamam Shud" gevonden diep in een broekzak van de dode man. Het stukje tekst werd vertaald en bleek "afgelopen" te betekenen en afkomstig te zijn van de laatste pagina van de Rubaiyat van Omar Khayyam. Het thema van de gedichtenbundel is dat je het meeste uit je leven moet halen en geen spijt moet hebben als het is afgelopen. De achterkant van het stukje papier was leeg. De politie liet in heel Australië zoeken naar een exemplaar van het boek waar het stukje uit zou kunnen komen, maar er werd niks gevonden. Een foto van het stukje papier werd openbaar verspreid, waarna een man naar voren kwam die op de achterbank van zijn auto, die niet op slot was en ongeveer twee weken voor de dood van de man in Glenelg geparkeerd had gestaan, een heel zeldzame eerste editie van de vertaling van de Rubaiyat door Edward FitzGerald had gevonden, die was uitgegeven in 1859 door Whitcombe and Tombs in Nieuw-Zeeland, De man wist niet af van de connectie van het boek met de zaak tot hij er iets over had gelezen in de krant. Hij wenste anoniem te blijven.
Vanwege het onderwerp van het gedicht, dacht de politie dat de man zichzelf had vergiftigd. Er was echter geen bewijs om de theorie te ondersteunen. Uit het boek dat was gevonden bleken de woorden "Thamam Shud" gescheurd te zijn. Het stukje papier bleek na microscopisch onderzoek inderdaad afkomstig te zijn van de laatste pagina van het boek. "Tamam Shud" is de laatste zin van het boek.

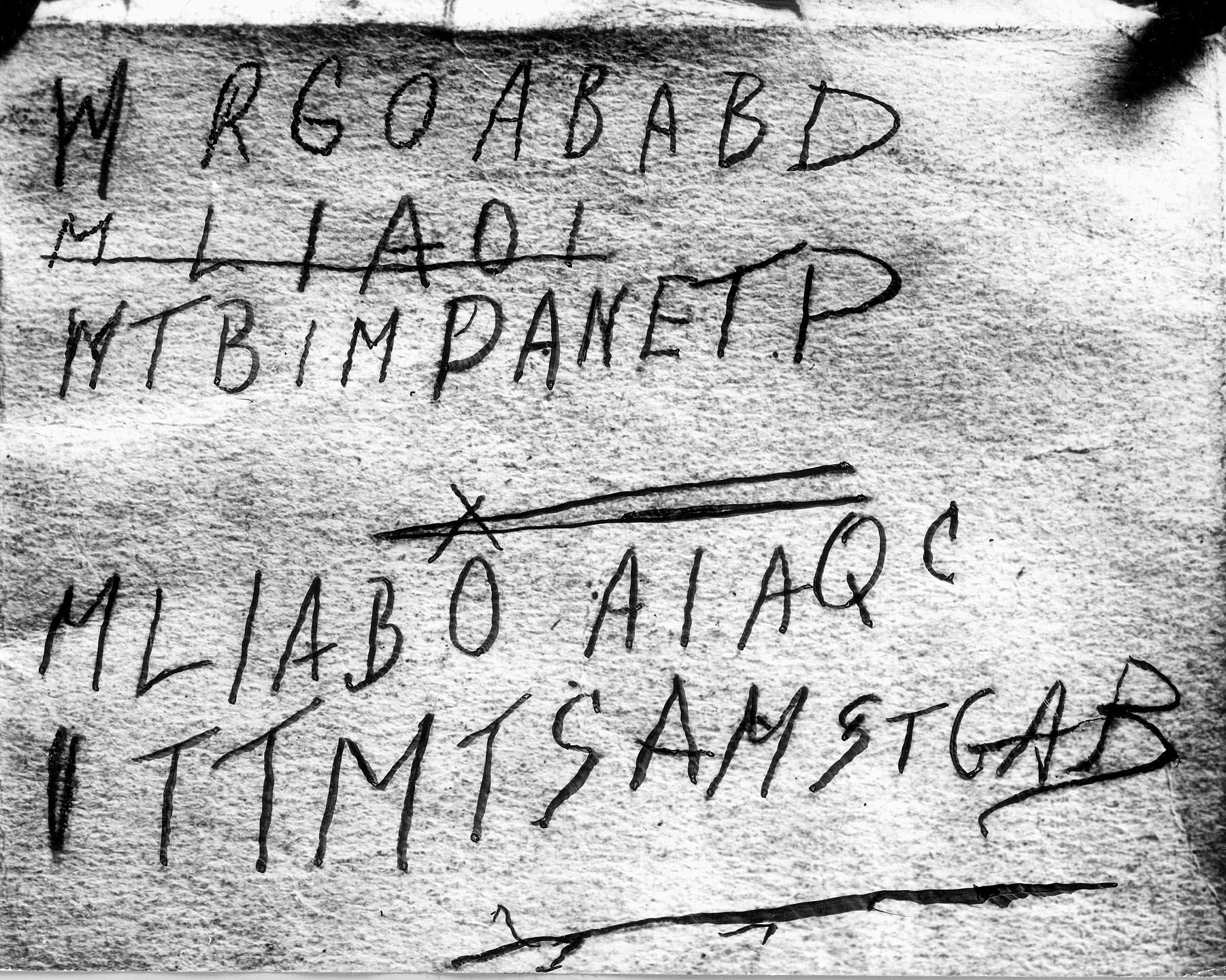
De handgeschreven tekens achter in een dichtbundel van Omar Khayyam. Men denkt dat het om een soort code gaat.

Achter in het boek werden vage tekens, geschreven met een potlood, gevonden. Het gaat om vijf regels met blokletters waarvan de tweede is doorgestreept. De doorgestreepte regel wordt nu als zeer belangrijk beschouwd, aangezien het misschien duidt op een vergissing, wat erop zou kunnen wijzen dat de letters een code vormen:
WRGOABABD
MLIAOI
WTBIMPANETP
MLIABOAIAQC
ITTMTSAMSTGAB
Het is niet helemaal duidelijk of de eerste regels beginnen met een "M" of een "W", maar er wordt over het algemeen aangenomen dat het "W"'s zijn, aangezien ze verschillen van de "M" die elders geschreven staat. De regel "MLIAOI" lijkt te zijn doorgestreept of onderstreept. Hoewel het laatste teken uit deze regel op een "L" lijkt, is het een "I" als er beter wordt gekeken, en wordt de onderste streep gevormd door de door- of onderstreping. Daarnaast hebben de andere "L"'en een golvende onderste streep. Er staat ook een "X" boven de laatste "O" van de code; het is niet duidelijk of dit belangrijk is voor de code of niet. Aanvankelijk werd er gedacht dat de letters woorden uit een andere taal vormden voordat men erachter kwam dat het een code was. Code-experts werden ingeroepen om de regels te ontcijferen, maar slaagden daar niet in. De code werd in 1978 door het Australische Ministerie van Defensie onderzocht, waarna de volgende uitspraken over de code werden gedaan:
- Er zijn niet genoeg symbolen om een patroon te onthullen.
- De symbolen zouden een complexe code kunnen vormen, of betekenisloze krabbels van een gestoord persoon kunnen zijn.
- Het is niet mogelijk een bevredigend antwoord te geven.[46]

## Jessica Ellen "Jo" Thomson (1921–2007)
Daarnaast werd achter in het boek een telefoonnummer gevonden dat behoorde aan een voormalig verpleegster die ongeveer 400 meter ten noorden van de locatie waar het lichaam werd gevonden woonde. De vrouw zei dat ze een exemplaar van de Rubaiyat bezat toen ze tijdens de Tweede Wereldoorlog in Sydney in een ziekenhuis werkte, maar dat ze het in 1945 aan een luitenant met de naam Alfred Boxall had gegeven.
Volgens mediaberichten had de vrouw verklaard dat ze na de oorlog naar Melbourne was verhuisd en was getrouwd. Later had ze een brief gekregen van Boxall, maar ze had hem verteld dat ze inmiddels was getrouwd. Ze verklaarde ook dat een mysterieuze man in 1948 bij haar buurman was geweest om meer over haar te weten te komen. Er is geen bewijs dat Boxall, die de naam van de vrouw niet kende, contact met haar heeft gehad na 1945. De vrouw kon de man niet identificeren aan de hand van het gipsafgietsel. Volgens de maker van het afgietsel, schrok de vrouw van de afdruk, "alsof ze ging flauwvallen".
De politie had na deze nieuwe ontwikkeling aangenomen dat Boxall de dode man was, maar Boxall werd later levend gevonden. Hij had zijn exemplaar van de Rubaiyat (een editie van 1924 uit Sydney) nog en "Tamam Shud" was niet uit zijn boek gescheurd.
De vrouw was voor het voorval verhuisd naar Glenelg, maar zei niks af te weten van de dode man of van zijn redenen om haar buurt te bezoeken op de avond van zijn dood. Ze wilde anoniem blijven aangezien ze nu getrouwd was. Haar naam werd daarom niet opgenomen in het politierapport. Latere onderzoeken naar de dode man en zijn achtergrond hadden hier later nadeel van, aangezien ze daardoor geen gebruik konden maken van de beste opening in de zaak. Boxall werd in een tv-programma over de zaak geïnterviewd. Daarbij werd de vrouw door een voice-over "Jestyn" genoemd; dit bleek gebaseerd te zijn op het feit dat de vrouw een vers uit het boek had geciteerd en dit voor in het exemplaar van Boxall had opgeschreven en ondertekend met "Jestyn". De naam was onleesbaar gemaakt toen het boek te zien was in het programma. Mogelijk was "Jestyn" een liefkozende bijnaam en was het de naam die ze gebruikte toen ze zich aan Boxall voorstelde. In een interview uit 2002 noemde Paul Lawson (die het gipsafgietsel maakte) de vrouw 'mevrouw Thomson.' Gepensioneerd rechercheur Gerald Feltus, die bij de zaak betrokken was geweest, had Jestyn in 2002 geïnterviewd en zei dat ze erg "ontwijkend" was of er "gewoon niet over wilde praten". Daarnaast zei ze dat haar familie niet af wist van haar verband met de zaak en Feltus besloot daarom haar identiteit geheim te houden. Hij gelooft dat Jestyn wist wie de dode man uit Somerton was. Jestyn had de politie verteld dat ze getrouwd was, maar dat klopt niet met Jestyns naam op het politierapport. Er is geen bewijs dat de politie wist dat ze helemaal niet getrouwd was. Latere onderzoekers die de zaak opnieuw wilden onderzoeken, ontdekten dat Jestyn in 2007 was overleden. De onderzoekers wilden haar echte naam weten, omdat ze de geheime code zo misschien konden kraken. Feltus had later toestemming gekregen van de familie van Jestyns man om de namen vrij te geven in zijn boek over de zaak uit 2010.

### Spionage-theorie
Er ontstonden geruchten dat Boxall betrokken was bij de militaire inlichtingendienst tijdens de Oorlog en er werd gespeculeerd dat de dode man een Sovjetspion was, die zou zijn vergiftigd door zijn vijanden. In een interview op televisie uit 1978 met Boxall, stelt de interviewer: "Meneer Boxall, u werkte in die tijd toch bij een afdeling van de geheime inlichtingendienst, voordat u deze jonge vrouw [Jestyn] ontmoette. Heeft u daar met haar over gepraat?" In reactie daarop, zei Boxall: "Nee", en toen hem werd gevraagd of ze het had kunnen weten, antwoordde Boxall: "niet tenzij iemand het haar verteld heeft." De interviewer bleef daarna suggereren dat de zaak om spionage ging, waarom Boxall na een korte pauze zei: "Dat is nogal een melodramatische stelling, of niet soms?"
De speculatie werd gevoed door het feit dat de man was overleden in Adelaide, de dichtstbijzijnde hoofdstad bij Woomera, een topgeheime lanceer- en inlichtingenbasis. De man was wellicht ook in Port Augusta geweest, een kleine stad in de buurt van Woomera.
Daarnaast had de Signal Intelligence Service van het Amerikaanse leger, als onderdeel van Operatie Venona, in april 1947 ontdekt dat er topgeheime informatie was gelekt van het Australische Ministerie van Buitenlandse Zaken aan de ambassade van de Sovjet-Unie in Canberra. Hierop werd de uitwisseling van geheime informatie uit de Verenigde Staten aan Australië in 1948 aan banden gelegd.
In reactie daarop, kondigde de Australische overheid aan dat een inlichtingendienst zou worden opgericht (de Australian Security Intelligence Organisation, of ASIO).

## Verdere ontwikkelingen

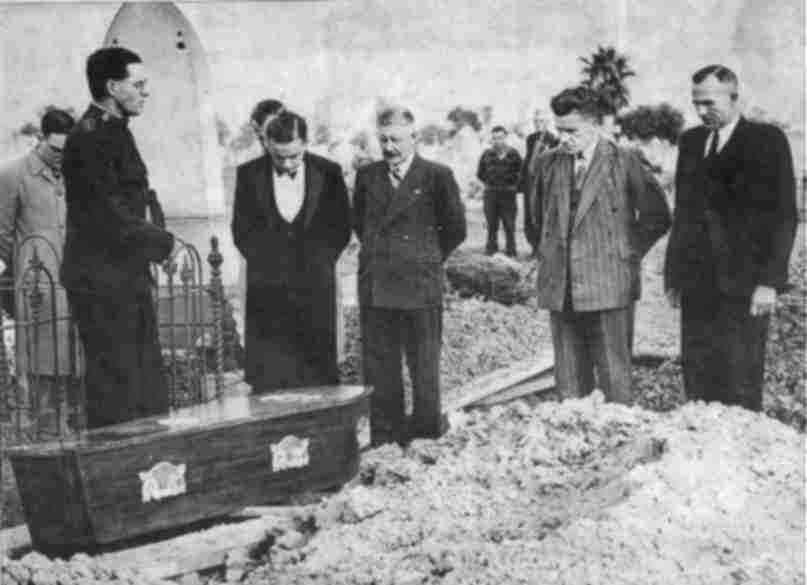
Begrafenis van de man uit Somerton op 14 juni 1949. Naast zijn graaf staat kapitein Em Webb van het Leger des Heils die de gebeden leidt. De begrafenis werd bijgewoond door verslaggevers en politie. Van links naar rechts staan: onbekend, kapitein Em Webb, Laurie Elliot, Bob Whitington, onbekend, S.C. Brice, brigadier Scan Sutherland, Claude Trevelion.

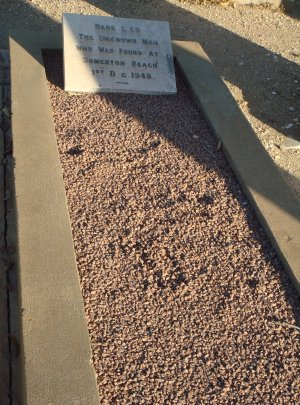
De eenvoudige begraafplaats van de onbekende man op een kerkhof in Adelaide. Het graf ligt op rij 12, graf nummer 106 op een stuk van de begraafplaats met de naam "Plan 3".
Het graf bevat meerdere kisten (vanwege verlopen contracten) met de man uit Somerton als laatste.

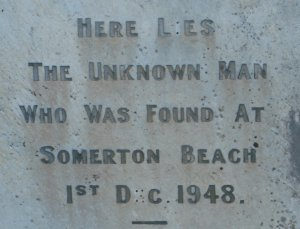
Grafsteen van de man die werd gevonden op het strand van Somerton. Hij overleed op 1 december 1948 en werd op 14 juni 1949 begraven.

Na de lijkschouwing werd er een gipsafgietsel van het hoofd en de schouders van de man gemaakt, waarna hij werd begraven in Adelaide. De dienst werd geleid door het Leger des Heils en er werd door een organisatie van bookmakers betaald, zodat de man een behoorlijke begrafenis kon krijgen.
Jaren na de begrafenis werden er regelmatig bloemen achtergelaten bij het graf. De politie ondervroeg een vrouw die bij het kerkhof werd gezien, maar ze zei niks van de man af te weten. Rond dezelfde tijd verklaarde een receptioniste van het Strathmore Hotel tegenover het treinstation van Adelaide dat een vreemde man in kamer 21 had verbleven rond de tijd van overlijden van de man. Hij checkte uit op 30 november 1948. Ze zei dat schoonmakers een zwarte dokterstas en een injectiespuit hadden gevonden in de kamer.
Op 22 november 1959 verscheen er een bericht dat een zekere E.B. Collins, een Nieuw-Zeelandse gevangene, de identiteit van de onbekende man wist.
Er zijn in de 60 jaar na de dood van de man ontelbaar veel pogingen gedaan om de code die in het boek werd gevonden te kraken, waaronder pogingen door het leger, de marine, wiskundigen, astrologen en amateurs. Geen enkele oplossing wordt als juist gezien, maar een van de beste theorieën is dat de code bestaat uit beginletters van woorden. In 2004 suggereerde Gerry Feltus in een krantenartikel dat de laatste regel "ITTMTSAMSTGAB" zou kunnen beginnen met "It's Time To Move To South Australia Moseley Street..." (in het Nederlands: "Het wordt tijd om naar Zuid-Australië, Moseley Street te verhuizen...") De voormalig verpleegster (Jestyn) woonde in die straat, de belangrijkste straat van Glenelg.
Er werd in 1978 een aflevering uit de documentaireserie "Inside Story" gewijd aan de Taman Shud-zaak, met de naam "Het mysterie van het strand van Somerton". In de aflevering ging verslaggever Stuart Littlemore op onderzoek uit. Hij interviewde Boxall, die geen nieuwe informatie toevoegde, en Paul Lawson, die het gipsafgietsel maakte. Lawson weigerde antwoord te geven op de vraag of iemand het lichaam had geïdentificeerd.
In 1994 werd de zaak onderzocht door John Harber Phillips, voorzitter van het forensisch instituut van Victoria om de doodsoorzaak vast te stellen. Hij stelde dat "er geen twijfel lijkt te zijn dat het een digoxinevergiftiging was. Hij onderbouwde zijn theorie door uit te wijzen dat de organen waren verslonden. Daarnaast ontbraken sporen van een natuurlijke ziekte en een oorzaak die aangewezen kan worden voor de dood. Dit komt overeen met de effecten van digoxine. Drie maanden voor de dood, op 16 augustus 1948, was Harry Dexter White, staatssecretaris van Financiën in de Verenigde Staten, ook vergiftigd met een overdosis digoxine. Hij was beschuldigd van spionage voor de Sovjet-Unie tijdens Operatie Venona.
Voormalig Australisch politieopzichter Len Brown, die in de jaren 40 aan de zaak had gewerkt, verklaarde dat hij dacht dat de man uit een land uit het communistische oostblok van Europa kwam en dat de man daarom niet door de politie kan worden geïdentificeerd.
De zaak wordt nog steeds als "lopend" beschouwd door de Major Crime Task Force van Zuid-Australië. Het borstbeeld, dat werd gemaakt en stukken haar van de man bevat, is in bezit van de Zuid-Australische politie. Verdere pogingen om de identiteit van de man te achterhalen worden bemoeilijkt doordat het lichaam is gebalsemd met formaldehyde, dat het grootste deel van het DNA van de man heeft vernietigd. Andere belangrijke bewijsstukken, zoals de bruine koffer, bestaan niet meer. De koffer werd in 1986 vernietigd. Er zijn daarnaast ook verklaringen uit de politierapporten verdwenen in de loop der jaren.